# Высшетарасовский сельский совет
Высшетарасовский сельский совет (укр. Вищетарасівська сільська рада) — входит в состав
Томаковского района
Днепропетровской области
Украины.
Административный центр сельского совета находится в 
с. Высшетарасовка.

## Населённые пункты совета
- с. Высшетарасовка